# Alfredo Petit Vergel
Alfredo Víctor Petit Vergel (ur. 24 lipca 1936 w Hawanie, zm. 7 sierpnia 2021 tamże) – kubański duchowny rzymskokatolicki, w latach 1992–2016 biskup pomocniczy Hawany.

## Życiorys
Święcenia kapłańskie przyjął 23 grudnia 1961. 16 listopada 1991 został prekonizowany biskupem pomocniczym Hawany ze stolicą tytularną Buslacena. Sakrę biskupią otrzymał 12 stycznia 1992. 26 kwietnia 2016 przeszedł na emeryturę.